# Europese kampioenschappen indooratletiek 2025 – Polsstokhoogspringen vrouwen
Het Polsstokhoogspringen voor vrouwen op de Europese indoorkampioenschappen van 2025 vond de kwalificatie plaats op 6 maart en op 8 maart 2025 de finale en het werd gehouden op de shorttrackbaan van Omnisport in Apeldoorn in Nederland. Het was de zesendertigste keer dat dit onderdeel op het programma stond.
Het polsstokhoogspringen voor vrouwen werd gewonnen door de Zwitserse Angelica Moser net als in 2021 in 4,80 dat een nationaal record betekende. Het zilver was voor de Slovenische Tina Šutej door 4,75 te springen. Het brons ging naar de Franse Marie-Julie Bonnin in 4,70.

## Records
Voorafgaand aan het toernooi waren dit het Wereldrecord, Europees record, Kampioenschapsrecord en de Wereld-, Europese leiding.
| Wereldrecord         | Jennifer Suhr     | 5,03 | Brookport   | 30 januari 2016  |
| Europees record      | Yelena Isinbayeva | 5,01 | Stockholm   | 23 februari 2012 |
| Kampioenschapsrecord | Yelena Isinbayeva | 4,90 | Madrid      | 6 maart 2005     |
| WL                   | Amanda Moll       | 4,88 | Albuquerque | 15 februari 2025 |
| EL                   | Molly Caudery     | 4,85 | Madrid      | 28 februari 2025 |

## Resultaten[1]

### Kwalificatieronde
De atleten met 4,65 (Q) kwalificeren zich automatisch voor de finale. De beste acht kwalificeren zich voor de volgende ronde (q)
| Rang | Atleet              | Land        | 4,10 | 4,30 | 4,45 | 4,55 | 4,65 | Hoogte | Bijz. |
| ---- | ------------------- | ----------- | ---- | ---- | ---- | ---- | ---- | ------ | ----- |
| 1    | Elina Lampela       | Finland     | −    | o    | o    | o    |      | 4,55   | q     |
| 1    | Angelica Moser      | Zwitserland | −    | −    | o    | o    |      | 4,55   | q     |
| 1    | Tina Šutej          | Slovenië    | −    | −    | o    | o    |      | 4,55   | q     |
| 1    | Amálie Švábíková    | Tsjechië    | −    | −    | o    | o    |      | 4,55   | q     |
| 5    | Roberta Bruni       | Italië      | −    | o    | xo   | o    |      | 4,55   | q     |
| 5    | Elien Vekemans      | België      | −    | o    | xo   | o    |      | 4,55   | q     |
| 7    | Marie-Julie Bonnin  | Frankrijk   | −    | −    | o    | xo   |      | 4,55   | q     |
| 8    | Elisa Molinarolo    | Italië      | −    | o    | o    | xxx  |      | 4,45   | q     |
| 9    | Saga Andersson      | Noorwegen   | −    | o    | xo   | xxx  |      | 4,45   |       |
| 9    | Hanga Klekner       | Hongarije   | o    | o    | xo   | xxx  |      | 4,45   | =SB   |
| 11   | Alix Dehaynain      | Frankrijk   | −    | o    | xxo  | xxx  |      | 4,45   |       |
| 12   | Ariadni Adamopoulou | Griekenland | xxo  | o    | xxo  | xxx  |      | 4,45   | SB    |
| 13   | Virginia Scardanzan | Italië      | o    | o    | xxx  |      |      | 4,30   |       |
| 14   | Anjuli Knäsche      | Duitsland   | o    | xo   | xxx  |      |      | 4,30   |       |
| 15   | Kitty Friele Faye   | Noorwegen   | o    | xxx  |      |      |      | 4,10   |       |
|      | Lene Retzius        | Noorwegen   | −    | xxx  |      |      |      | NM     |       |

### Finale
| Rang   | Atleet             | Land        | 5,45 | 5,60 | 5,70 | 5,80 | 5,85 | 5,90 | 5,95 | 6,00 | Hoogte | Bijz. |
| ------ | ------------------ | ----------- | ---- | ---- | ---- | ---- | ---- | ---- | ---- | ---- | ------ | ----- |
| Goud   | Angelica Moser     | Zwitserland | –    | o    | o    | o    | xo   | xo   | o    | xxx  | 4,80   | =NR   |
| Zilver | Tina Šutej         | Slovenië    | –    | o    | o    | xo   | o    | xxo  | xxx  |      | 4,75   | SB    |
| Brons  | Marie-Julie Bonnin | Frankrijk   | –    | –    | xo   | xo   | xo   | xxx  |      |      | 4,70   |       |
| 4      | Elina Lampela      | Finland     | xo   | o    | xo   | xo   | xo   | xxx  |      |      | 4,70   | PB    |
| 5      | Roberta Bruni      | Italië      | o    | o    | o    | o    | xxo  | xxx  |      |      | 4,70   | =SB   |
| 6      | Amálie Švábíková   | Tsjechië    | –    | o    | o    | o    | xxx  |      |      |      | 4,65   | =SB   |
| 7      | Elien Vekemans     | België      | o    | o    | o    | xxx  |      |      |      |      | 4,55   |       |
| 8      | Elisa Molinarolo   | Italië      | o    | o    | o    | xxx  |      |      |      |      | 4,55   |       |

o geldige poging | x ongeldige poging | - poging overgeslagen | NM Geen geldig resultaat | WR Wereldrecord | CR Kampioenschapsrecord | AR Continentaal record | NR Nationaalrecord | WL Wereldleiding | EL Europese leiding | SB Beste seizoenprestatie | =SB Evenaring beste seizoenprestatie | PB Persoonlijk record | =PB Evenaring persoonlijk record 